# گراتسی‌یلا پاره‌تو
اِنگراسیا پاره‌تو ئی هومس (کاتالونیایی: Engràcia Pareto i Homs؛ ۱۵ مهٔ ۱۸۸۹ – ۱ سپتامبر ۱۹۷۳) که بیشتر با نام هنری‌اش «گراتسی‌یلا پاره‌تو» (ایتالیایی: Graziella Pareto) شناخته می‌شود، یک خواننده سوپرانوی اپرا اهل اسپانیا بود.
او یکی از خوانندگانِ پیشگامِ اپرا در سال‌های مابینِ دو جنگ جهانی اول و دوم بود و وی را به همراهِ ماریا باریه‌نتوس، مرسدس کاپسیر و ماریا گالوانی یکی از برترین خوانندگانِ سوپرانوی «مکتب آوازی اسپانیا» در قرن بیستم می‌دانند.

## زندگی‌نامه
پاره‌تو زادهٔ شهر بارسلون در اسپانیاست. وی فنون خوانندگی را در میلان و از «ویدال» آموخت و نخستین اجرای صحنه‌ای‌اش را در سال ۱۹۰۶ میلادی در بارسلون، در نقش «میکائلا» در اپرای کارمن (ژرژ بیزه) و دو سال بعد در مادرید در نقش «آمینا» در اپرای «خواب‌گرد» (وینچنتزو بلینی) ایفا نمود. نخستین حضور او در سالنِ مشهورِ اپرای «لا اسکالای میلان» در سال ۱۹۱۴ میلادی در نقشِ «جیلدا» در اپرای ریگولتو (جوزپه وردی) بود.
او در کشورهای گوناگونی در سرتاسر جهان به ایفای نقش‌های اپرایی پرداخته که برخی از برترینِ آنها عبارتند از:
- «رُزینا» در اپرای «آرایشگر شهر سویل» (جواکینو روسینی)
- «نُرینا» در اپرای «دُن پاسکوآله» (گائتانو دونیزتی)
- «لوسیا» در اپرای «لوسیا لامرمور» (گائتانو دونیزتی)
- «ژولیت» در اپرای «رومئو و ژولیت» (شارل گونو)
- «اُفه‌لیا» در اپرای «هملت» (امبروز تامِس)
- «لیلا» در اپرای «صیادان مروارید» (ژرژ بیزه)
- «لَکمه» در اپرای «لَکمه» (لئو دُلیب)